# 文明琦
文 明琦（ムン・ミョンギ、문명기、日本名：文明 琦一郞（ふみあき きいちろう）、1878年6月18日 - 1968年10月6日）は、李氏朝鮮と日本統治時代の朝鮮における商人、企業人兼官僚で、本貫は南平（南平文氏）、本籍は慶尚北道盈徳郡盈徳面（영덕면、現在の盈徳邑）で、平安南道安州郡出身であった。ニシンの進物を贈っての請託、ないし、媚びへつらいは、「サバサバ（する）（사바사바 ＜하다＞）」という語句の語源になったという。
大韓帝国末期に市場で魚を扱って資金を集めた後、1910年代からは製紙業に、1920年代からは鉱山業で莫大なお金を稼いだ。1935年には、自身の財産10万円を国防献金形式で納付し、飛行機2台を買って朝鮮総督府に献納したが、当時総督府当局はこれを大々的に報道し、彼が寄贈した飛行機に「文明琦号」という名を付けた。また、1930年代初めから、税金以外にも莫大な量の国防献金を納付し、世間から「愛国翁（애국옹）」という別名を付けられた。1936年には、朝鮮各地で1つの郡から資金を集めて、飛行機1機を日本軍に献納する「1軍1飛行機献納市民運動（1군 1비행기 헌납 시민운동）」を主導し、朝鮮国防飛行機献納会（조선국방비행기헌납회）を組織するなど、代表的な親日派の一人となった。1949年、反民族行為特別調査委員会に逮捕されて、起訴され、『親日人名辞典』など各種の親日派名簿に登載された。

## 生涯

### 製紙業で成功
文明琦の本籍は慶尚北道盈徳であるが、出生地は父の移住地であった平安南道安州郡で、幼い頃に両親とともに慶尚北道永川に定着し、慶尚北道地域を生活の場とした。永川と盈徳で零細な事業を運営し、徐々に資本を集めて1907年に製紙工場を開き、製紙業に参入した。
1907年、永川警察署長の保証を受けた文明琦は、自己資本の10倍にもなる金額の紙を売掛で買い付けることができた。当時、盈徳から青松へ行く途中に知品面があり、ここには粟谷里（ソッコクリ、속곡리）、訥谷里（ヌルゴクリ、눌곡리）という有名な韓紙生産地があった。韓紙の原料であるヒメコウゾの木が多かったのである。1912年に満洲と華北に行ってきた後、中国への製紙輸出で、莫大なお金を稼げると予想し、大型製紙会社兼貿易会社である韓文洋行（한문양행）を設立した。
「庚戌国恥（경술국치）」と称された1910年の日韓併合以降、日本統治時代の知品面の人々は、この紙を作って売ったお金を元手に、寧海に畑を買ったという話が伝わっている。文明琦は韓紙を買い占めておいて、売れるのを待ったが、韓紙を購入していた中国の商人たちが攻勢をかけてきた。彼らは、「相場の半額でなければ買わない」と言い出したのである。
この状況をしっかり注視していた文明琦は強気に出た。「半額では絶対売らない。いっそのこと火で燃やしてしまう」と言って実際に薪に火をつけて韓紙の束を投げ込み始める場面を見て、中国の商人たちは文明琦の言葉がこけおどしではないことに気づいた。「ちゃんと値段を上げよう」、「いや、僕は君たちの行動が頭に来たから、商売物を全部燃やしてやる」、「お願いだ。売ってくれ」、「もしそうなら、倍の倍で値を打ってくれ」といったやりとりで、文明琦は正常価格の数倍を受け取り、自分がほぼ独占していた韓紙を中国人に売った。

### 風刺サバサバの援助
文明琦は、ひと月に2-3回ずつ、警察署長宅の大門の把手の環に、ニシンの包みをかけて、姿を消した。これを何度も受け取った日本人の署長は「誰がこのニシンを持ってきて消えてしまうのか」と疑問に思った。ついにその主人公が朝鮮人の文明琦という魚屋であることが分かった。「君はなぜ私の家にニシンを毎回持ってきたのか？」、「私は永川市場で魚を売っています。他の地域の市場で魚を売る時は治安が良くなくて、カンペ（ヤクザ者）たちにみかじめ料を多く取り上げられていたのですが、永川は治安が確保されていて取られませんでした。そこで永川警察署長様にありがたいという気持ちがおこり、カンペたちに取り上げられない分を書長様に現物としてお渡ししなければならないという決心をすることになったのです。」
彼の言葉は、聞いてみて、もっともらしかった。署長の立場でも、治安が確保され、商売が良くなったという言葉は、気持ち悪い言葉だと、絶対に思うようなものではなかったためだ。文明琦という魚屋の顔立ちもよく、お金があって、調理できるように魚を捌きながら話すスタイルが気に入った署長は、彼を助ける気になった。その後、警察署長は、彼の保証をして韓紙を購入するのに役立ったし、彼はこの時買い取った韓紙で大規模な資金を稼いだ。ニシンは日本語で「サバ（사바）」と呼ばれていたので、彼の進物を指して「サバサバ」という風刺が生まれる語源となった。
中国へ行き来しながら貿易をしていたこの頃から、日本と密着して事業拡大に役立ったとみられるが、正確な事情は分からない。事業は日々繁栄し、文明琦は製紙業と水産業を共に運営しながら金鉱にも投資して成功し、することで道内でも知られた大富豪となった。文明琦は製紙業で稼いだ資金で、1932年に金鉱業に参入し、鉱山を買収した。

### 飛行機貢献運動
1920年から1933年まで慶尚北道道評議会議員（1920年、1924年、1930年には民選道評議会議員、1927年には官選道評議会議員に任命された）などを務め、地方の有力者として活動していた文明琦は、1935年に飛行機購入のための巨額の国防献金を寄付したが、朝鮮総督府公報局は、これをある篤志家が贈ってきた「愛国の至誠」として大きく報じ、献納式まで開いて、文明琦が寄贈した飛行機に「文明琦号」と名付けて宣伝したことで、彼も親日派として全国的に知られるようになった。1935年10月、自分が経営していた盈徳金鉱で発見したヒキガエル状の金塊を天皇に献納した。
1939年8月、北支慰問慶北道会議員広済会（북지위문 경북도회의원 광제회）の代表として中国華北と満洲国に展開する日本軍を慰問して帰ってきた。彼はこの時すでに自殺爆撃を擁護する先駆的な親日活動をしており、朝鮮国防飛行献納会（조선국방비행헌납회）を組織して飛行機献納運動を行っており、様々な場所へ講演に通って侵略戦争を支援することを力説したり、中国戦線の部隊を訪問して軍人たちを慰めた。

### 狂信的な親日行為
大日本帝国（日帝）が中国を真っ先に侵略していた時、彼は国防費を重ね献金し、義勇団募集に取り組み、自身が経営していた鉱山を売って朝鮮軍司令部に飛行機1機を献納した。彼は計2機を献納した者となった。すると日帝はこれを大々的に宣伝しながら、郡単位別に飛行機1機を献納する運動を展開した。1943年には飛行機だけでなく艦艇を寄付しようという、いわゆる献艦運動もおこなった。
文明琦は、その代価として、日本から日本の神を象徴する神棚を各家庭に供給する独占権を得て、大金を稼いだ。神棚は神宮の形をした木箱を家の正面の高い所に設置し、その中に「天照皇大神宮」と書かれた一種のお守りのようなもの（神札）を入れておくもので、朝夕に出入りしながら拝礼することで皇民意識と忠誠心を注入しようとするものであった。文明琦は、単純な親日派とは異なり、日本の神道を深く信じるような行動を見せた。日本の建国神話に登場する天照大神のための小型の社である神棚を家に設置し、朝夕ごとに礼拝し、これを全国に広めるために、各戸に神棚を備えようという運動を展開した。
これだけでなく、儀式などはすべて日本式に従い、家族にも家の中で日本語だけを書くよう強要するほど、狂信的な姿を誇示した。半強制的な創氏改名政策にも積極的に協力し、姓と名を変えた後、氏名を新たに選んだ過程と理由を寄稿し、広報活動に乗り出した。このような功により、彼は日本帝国から「愛国翁」という称号を受けたが、朝鮮人たちからは「野蛮琦（ヤマンギ、야만기）」または「野変琦（ヤビョンギ、야변기）」という蔑称が付くほど嘲笑の対象となった。1939年8月には東海-蔚珍間鉄道設置促成運動（동해-울진간 철도 설치 촉성 운동）を主導した。1941年4月21日から1945年8月の光復まで、朝鮮総督府中枢院参議を歴任した。1943年には親日団体である皇道宣揚会を組織して、会長を務めた。

## 解放後
光復後の1949年、反民族行為特別調査委員会（反民特委）が活動を開始すると、同年1月24日に盈徳郡の自宅で電撃逮捕され、起訴された。しかし、高齢を理由に保釈を申請し、5月24日には保釈が決定して釈放され、その後、反民特委が強制的に解体されたため、特別な処罰は受けなかった。
文明琦は90歳まで長寿を全うし、1968年10月6日に死亡した。墓は盈徳郡江口面にある。
1969年8月15日に作られた墓碑は、鷺山李殷相が書いた。墓碑銘には文明琦（本名：ムン・ギソプ（문기섭）、創氏名：文明琦一郞）を「世の中で自分の力で成功するのは難しく、長寿となっていくことはさらに難しいが、その困難をしっかりおこない、自分でやりがいのある生涯を味わった」と称賛し、「長孫の医学博士、国会議員の太俊をはじめ、内外孫50人余りが済済名士であり、これで徳を築いた家には子孫が祝福を受けるという昔の言葉が空白ではないことを知る」と書かかれた。墓碑文には日本統治時代の朝鮮における文明琦の親日行為は全く見出すことができない。

## 没後
2002年に民族正気を立てる国会議員の会が光復会とともに選んだ親日派708人名簿と、2008年に民族問題研究所が『親日人名辞典』に収録するためにまとめた親日人名辞典収録予定者名簿にすべて収録され、2009年の親日反民族行為真相糾明委員会が発表した親日反民族行為705人名簿にも含まれた。

## 家族
文明琦は、2人の夫人との間に5男7女を儲けた。長男は、解放直後に行方不明になった。韓・ウズベキスタン協会長や韓流文化人振興財団理事長を務めているムン・シンジャは、文明琦が還暦のときに得た娘である。
文明琦の墓の隣には、長孫である文太俊（1928年 - 2020年）の父の家墓がある。解放後、韓国の政治家である文太俊は、彼の孫である。文太俊は第三共和国、第四共和国の国会議員と第六共和国の保健社会部（保健福祉部の前身）長官、大韓医師協会会長を務めた。晩年の文太俊は、ソウル特別市龍山区に住んでいた。文明琦が還暦に得た娘であるムン・シンジャは大邱広域市に生存している。
- 娘：ムン・シンジャ
  - 孫：文太俊
  - 孫娘：ムン・ジョンイン（문정인）- 蔡命新の妻

## 著書
- 文明琦『所志一檄』雲岩書斎、1937年4月25日。 ＜日本語・非売品＞